# كريستوفر زيمان
إريك كريستوفر زيمان (بالإنجليزية: Christopher Zeeman)‏ (ولد في 4 فبراير 1925 - 13 فبراير 2016) هو رياضياتي ياباني بريطاني عرف بمسهماته في الهندسة الطوبولوجية ونظرية التفرد ‏.

## ولادته
ولد زيمان في اليابان لأب دنماركي وأم بريطاني ثم انتقلت عائلته إلى إنجلترا بعد عام من ولادته.